# Cynophalla sessilis
Cynophalla sessilis är en kaprisväxtart som beskrevs av Jan Svatopluk Presl. Cynophalla sessilis ingår i släktet Cynophalla, och familjen kaprisväxter. Inga underarter finns listade i Catalogue of Life.